# Joseph Charles Bequaert
Joseph Charles Bequaert est un naturaliste américain d’origine  belge, né le 24 mai 1886 à Thourout (Belgique) et mort le 19 janvier 1982 à Amherst (Massachusetts).

## Biographie
Il obtient un titre de docteur en botanique à l’université de Gand en 1908. Il est entomologiste, de 1910 à 1912, dans la commission belge sur la maladie du sommeil. De 1913 à 1915, il travaille comme botaniste en Congo belge et réalise également des récoltes de mollusques.
Il émigre en 1916 aux États-Unis d'Amérique. Il est chercheur associé de 1917 à 1922 au sein de l’American Museum of Natural History ; il étudie notamment les fourmis et la myrmécophile. Naturalisé citoyen américain en 1921, il enseigne l’entomologie à la Harvard Medical School. De 1929 à 1956, il est conservateur des insectes au Museum of Comparative Zoology. Il occupe la chaire Agassiz de zoologie de 1951 à 1956 au sein de cette même institution.
Bequaert devient président de l’American Malacological Union en 1954. Il quitte ses fonctions à Harvard en 1956. De 1956 à 1960, il enseigne la biologie à l’université de Houston et étudie les mollusques.
Il est membre de diverses sociétés savantes dont la Société zoologique de France, l’Entomological Society of America, la Société royale belge d’entomologie, la Société belge de médecine tropicale, l’Institut royal colonial de Belgique, la Koninklijk Natuurwetenschappelijk Genootschap Dodonaea, la Société d’histoire naturelle de l’Afrique du Nord…

## Publications
Liste partielle
- 1922 : Ants in their diverse relations to the plant world, dans : 	Ants of the American Congo Expedition : A Contribution to the Myrmecology of Africa, Bulletin of the American Museum of Natural History, vol. 45,1922: p. 333-583.
- 1938 : A new North American mason-wasp from Virginia (Washington) : p. 79-87.
- 1948 : Monograph of the Strophocheilidae, a neotropical family of terrestrial mollusks, The Museum, Cambridge : 210 p.
- 1950 : Studies in the Achatininae, a group of African land snails, The Museum, Cambridge : 216 p.
- 1973 : avec Walter Bernard Miller (1918-2000), The mollusks of the arid Southwest, with an Arizona check list, University of Arizona Press, Tucson : xvi + 271 p.

## Sources
- (en) Biographie de Charles H. Smith, Joshua Woleben et Carubie Rodgers
- Robert Tucker Abbott (1974). American Malacologists. A National Register of Professional and Amateur Malacologists and Private Shell Collectors and Biographies of Early American Mollusk Workers Born Between 1618 and 1900, American Malacologists (Falls Church, Virginie) : iv + 494 p.  (ISBN 0-913792-02-0)